# Carlos Antônio Augusto de Eslésvico-Holsácia-Sonderburgo-Beck
O príncipe Carlos Antônio Augusto de Eslésvico-Holsácia-Sonderburgo-Beck (Marburg, 10 de agosto de 1727 - Stettin, 12 de setembro de 1759) foi filho de Pedro Augusto, duque de Eslésvico-Holsácia-Sonderburgo-Beck e da princesa Sofia de Hesse-Philippsthal.

## Casamento
Em 30 de maio de 1754, Antônio (como era conhecido) casou-se com a condessa Frederica Carlota de Dohna-Schlodien de Leistenau (3 de julho de 1738 - 21 de abril de 1785) na cidade de Conisberga. O casal teve um filho, Friedrich Karl Ludwig, o duque de Eslésvico-Holsácia-Sonderburgo-Beck (20 de agosto de 1757 - 24 de abril de 1816).
Antônio teria herdado o ducado de Eslésvico-Holsácia-Sonderburgo-Beck se não fosse por sua morte prematura por ferimentos sofridos na Batalha de Kunersdorf. Seu pai sobreviveu a ele a batalha, sendo o ducado passado para o neto, Friedrich.